# 莱马雷
莱马雷（法語：Les Marêts，法語發音：[le maʁɛ] ⓘ）是法国塞纳-马恩省的一个市镇，属于普罗万区。

## 地理
莱马雷（48°40'15"N, 3°18'50"E）面积5.38 平方千米，位于法国法蘭西島大區塞纳-马恩省，该省份为法国北部内陆省份，北起瓦兹省，西接埃松省、马恩河谷省、塞纳-圣但尼省和瓦兹河谷省，南至卢瓦雷省，东南接约讷省，东临马恩省和奥布省，东北接埃纳省。
与莱马雷接壤的市镇（或旧市镇、城区）包括：库尔塔孔、吕佩勒、布里地区欧热、尚瑟内。

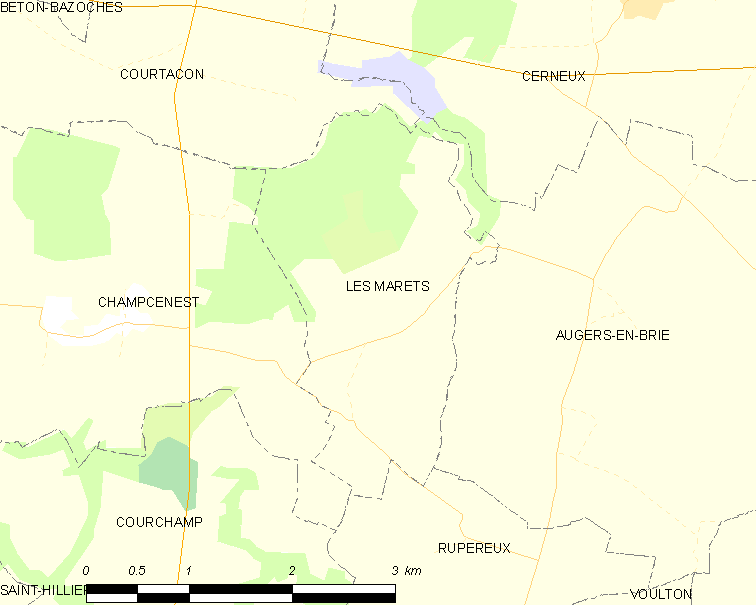
莱马雷的OSM定位图

莱马雷的时区为UTC+01:00、UTC+02:00（夏令时）。

## 行政
莱马雷的邮政编码为77560，INSEE市镇编码为77275。

## 政治
莱马雷所属的省级选区为普罗万县。

## 人口

1962-2008年间莱马雷人口变化图示

莱马雷于2022年1月1日时的人口数量为154人。